# Août 1884

## Événements

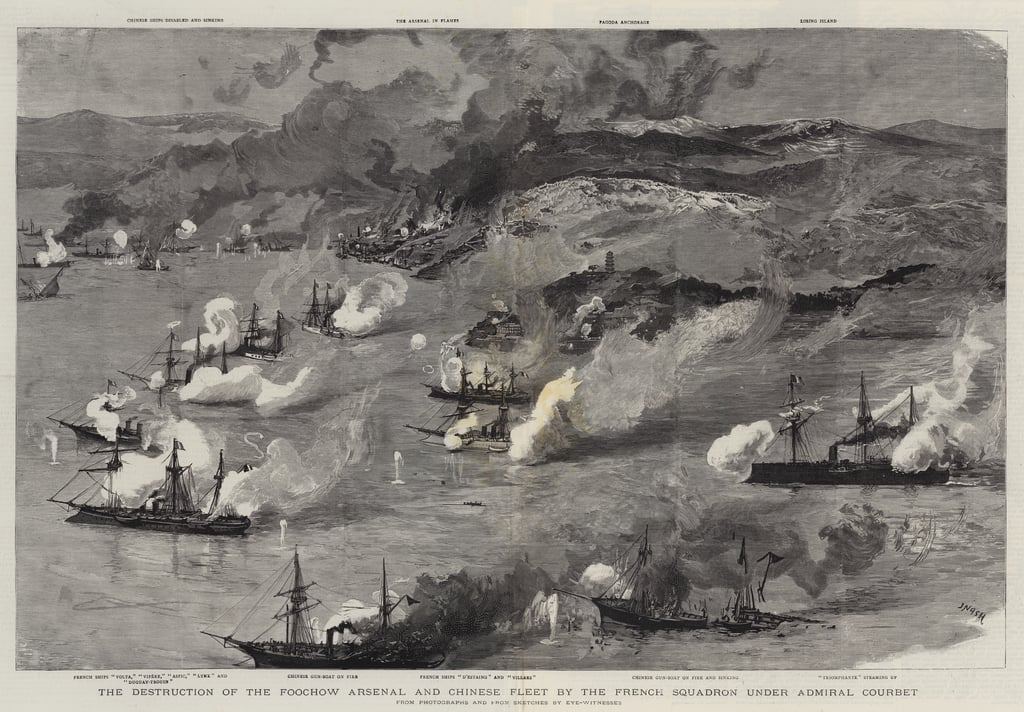
5 août : destruction de la flotte chinoise à Fuzhou.

- 5 août : la marine française bombarde Fuzhou et établit un blocus de Taïwan.
- 7 août : cinq navires allemands prennent position devant Zanzibar. Le sultan se soumet et autorise la construction d’un port à Dar es-Salaam et l’annexion de la région du Kilimandjaro.
- 14 août : Révision constitutionnelle consolidant la république en France. Les sénateurs inamovibles sont supprimés et les collèges électoraux sont modifiés en faveur des zones urbaines dont la population s'accroît fortement par rapport aux circonscriptions rurales. Les prières publiques qui ouvraient les séances parlementaires sont supprimées.  Jules Ferry fait inscrire que « la forme républicaine du gouvernement ne pourra faire l'objet d'une proposition de révision »[1].

- 15 août : adoption du Drapeau de l'Acadie.
- 23 août du calendrier julien : nouveau statut des universités en Russie. Suppression de l’autonomie universitaire, interdiction du droit d’association des étudiants, renforcement du pouvoir des curateurs, limitation de l’enseignement supérieur féminin.

## Naissances
- 2 août : Marg Moll, sculptrice, peintre de l'art abstrait et écrivaine allemande († 15 mars 1977).
- 3 août : Georges Boillot, coureur automobile († 21 avril 1916).
- 4 août : Henri Cornet, coureur cycliste français († 18 mars 1941).
- 7 août : Paul Frolich, militant luxembourgiste († 16 mars 1953).
- 16 août : Hugo Gernsback, écrivain de science-fiction († 19 août 1967).
- 24 août : Pilar Jorge de Tella, féministe cubaine († 26 avril 1967).
- 27 août : 
  - Vincent Auriol futur président de la République française († 1er janvier 1966).
  - John Edward Brownlee, premier ministre de l'Alberta.
- 31 août : Erik Brandt, homme politique suédois († 22 octobre 1955).